# Setopagis
Genre
Synonymes
- genre Caprimulgus Linnaeus, 1758[2]
- Gactornis Han, Robbins & Braun, 2010[2]
- Nyctipolus Ridgway, 1912[2]
- Rossornis Mathews, 1918[2]
- Setopagis Ridgway, 1912[2]
- Systellura Ridgway, 1912[2]
- Veles Bangs, 1918[2]

Setopagis est un genre d'oiseaux de la famille des Caprimulgidés.

## Liste des espèces
Selon la classification de référence du Congrès ornithologique international (version 6.4, 2016) :
- Setopagis heterura — Engoulevent de Todd (Todd, 1915)
- Setopagis parvula — Engoulevent des bois (Gould, 1837)
- Setopagis whitelyi — Engoulevent du Roraima (Salvin, 1885)
- Setopagis maculosa — Engoulevent de Guyane (Todd, 1920)